# ۵ در یک روز

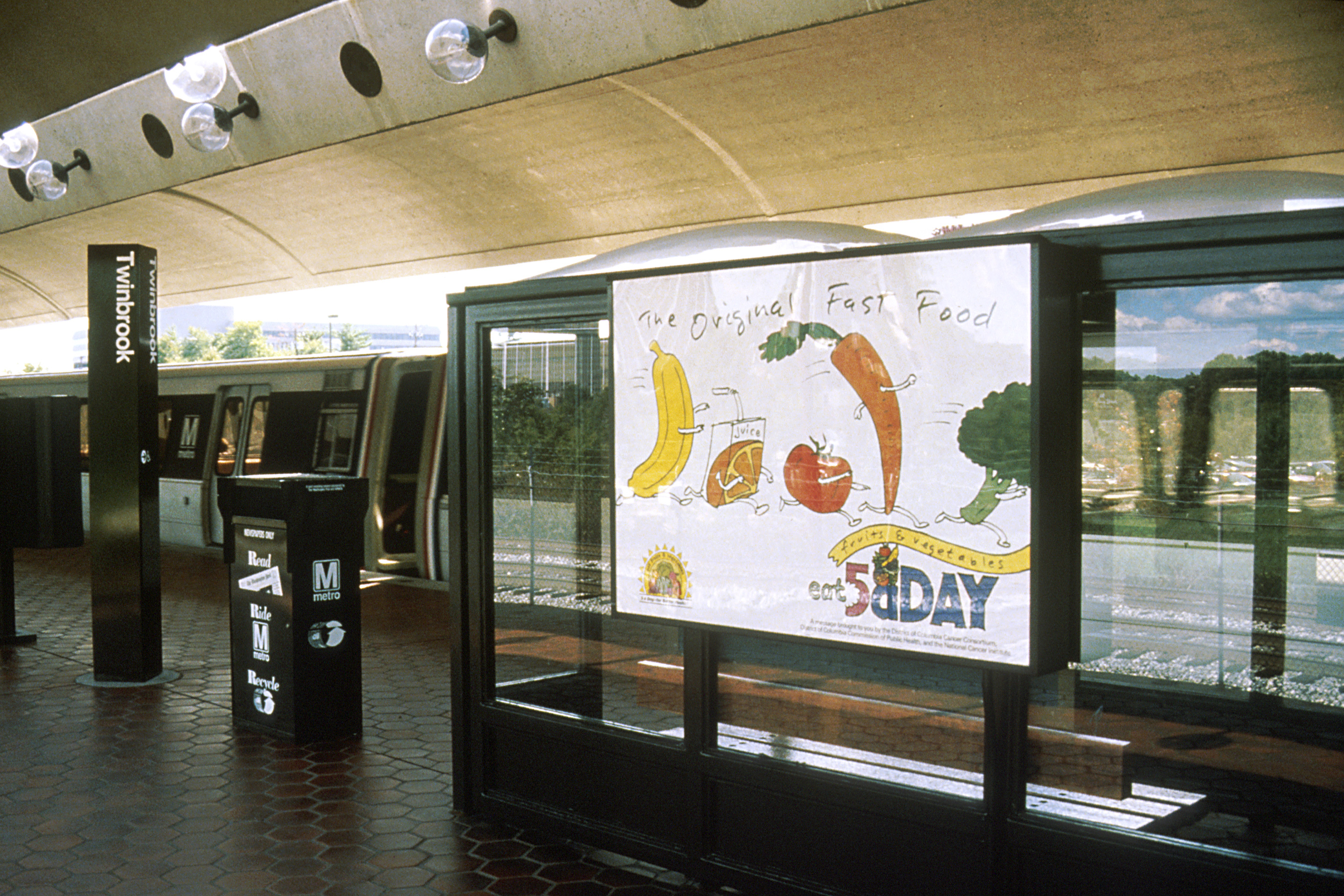
نمایی از پوستر کمپین «۵ در یک روز» مؤسسه ملی سلامت - ۱۹۹۳

۵ در یک روز یکی از کمپین‌های ملی در کشورهای توسعه یافته مثل ایالات متحده، انگلستان، فرانسه و آلمان است، که مردم را تشویق به مصرف روزانهٔ ۵ بخش از میوه و سبزیجات می‌کند (مصرف حداقل ۴۰۰ گرم از میوه و سبزیجات به جز سیب زمینی و هرچیزی که دارای نشاسته است، در هر روز)، که توسط سازمان بهداشت جهانی پیشنهاد شد.
یک متا آنالیز از مطالعاتی فراوان، در راستای این موضوع در سال ۲۰۱۷ منتشر شد و دریافتند که مصرف دو برابر حداقل پیشنهاد شده -۸۰۰ گرم یا ۱۰ تا در یک روز-حفاظتی مطمئن تر، از سلامتی انسان دربرابر مرگ و میر صورت می‌گیرد.
در برخی از کشورها مردم به مصرف ۷ تا در روز تشویق می‌شوند.

## دیدگاه‌های بین‌المللی

### استرالیا
نوع دیگر و معادل این کمپین در استرالیا با نام (Go for 2&5) که در ان به مصرف حداقل ۲ وعده میوه و ۵ وعده سبزیجات در روز می‌پردازند، و این در صورتی است که استاندارد مصرف، ۱۵۰ گرم میوه تازه و ۷۵ گرم سبزیجات است.

### فرانسه
برنامه پیشنهادی سازمان ملی تغذیه فرانسه PNNS مصرف حداقل ۵ بخش از میوه یا سبزیجات در روز است.

### آلمان
The 5 am Tag (5 تا در روز) نیز برنامه تغذیه در آلمان است.

### ژاپن
در ژاپن نیز برنامه پیشنهاد شده روزانه ۳۵۰ گرم سبزیجات و ۲۰۰ گرم میوه است